# 大雄的金银岛
《多啦A夢：大雄之金銀島》，是第38部多啦A夢電影（水田版系列的第13作），於2018年3月3日在日本上映（其他地區上映日期詳見簡表）。本片打破了1989年《大雄的日本誕生》保持了29年（1989—2018）的系列最高觀影人數紀錄，即使計入通貨膨脹影響，本作也確定成為水田版電影影史上目前最賣座的作品（系列第1部票房達50億日圓的2D版電影）。

## 概要
- 本片是藤子Pro創立30周年紀念作品，標題來源於英國作家史蒂文森一部有關海盗與尋寶的冒險小説《金銀島》[9]。
- 本片畫風設計特點是，畫風與多啦A夢水田版不同，反倒是偏向大山版的畫風。
- 本片導演今井一曉首次負責分鏡的動畫亦是《多啦A夢》。此外，導演表示本片有部分世界觀不同於原作。
- 此电影编剧川村元气曾参与《你的名字。》的制作，并且很尊敬哆啦A梦的原作者藤子·F·不二雄。
- 本片配乐由从《大雄的恐龙2006》开始担任12年电影配乐的泽田完更换为服部隆之。
- 本片與1998年上映的《大雄的南海大冒險》同样在热带海洋上展开故事，且上映時間相距正好20年。
- 1998年的《大雄的南海大冒险》是大山版电影中唯一一部单独发售OST的电影；而这部《大雄的金银岛》则是目前为止，水田版电影中唯一一部单独发售OST的电影。相同条件是更改了BGM的创作者。
- ED《哆啦A梦》和IN《给不在这里的你》均由星野源创作并演唱。
- 本作曾于2018年2月19日在东京都举行大人试映会，並邀請客座聲優大泉洋和高桥茂雄和編劇川村元气登上了舞台。
- 据统计，本片在日本多达381家戲院公映。
- 该片推出了小说版，作者是涌井学。这是继2011年《新·大雄与铁人兵团》以来，哆啦A梦电影作品第二次推出小说版。
- 本片是首部沒有片頭曲的《哆啦A梦》系列电影。

## 劇情
大雄一行人在空地上聆聽著出木杉敘述小說《金銀島》的情節，而大雄卻睡着了，並夢見自己成為海盜。在地震的搖晃後，大雄從夢中醒來，並揚言去尋找真正的金銀島，不料卻遭到胖虎和小夫的嘲笑。「我一定會找到金銀島！」大雄這樣對胖虎聲明，並答應如果失敗了，就用鼻子吃卡邦尼意粉。大雄知道自己誇下海口，便向多啦A夢求救，之後使用道具「尋寶地圖」尋找金銀島。然而地圖指示出來的位置，居然是太平洋上莫名冒出來的新島嶼......。大雄一行人乘搭名為「大雄奧拉號」的船前往金銀島，就在即將靠岸時，一群海盗突然來襲。面對突然現身的敵人，大雄與他們陷入一陣苦戰。不久後，金銀島竟然沉入海底，而靜香亦突然被抓到海盜船上一同沉入海底。海盜們逃走後，大雄他們遇到一名在海上漂流的少年「弗洛克」和一隻名叫「謎鶗」的機械鸚鵡。弗洛克自稱是從海盜船逃出來的機械工，並且知道金銀島隱藏的重要秘密，原來那座島是一艘高速運行的海盜船，用23世纪的高科技製成，一邊穿梭於過去、現在、未来，一邊攫取沉睡在海底的寶藏。
大雄一行人決心要救出靜香，而弗洛克亦擔憂此時正在海盜船上的妹妹「莎拉」。與此同時，海盜船正在高速運行，而靜香則被帶到一個房間，並遇見莎拉，靜香發現二人長相一模一樣，只是頭髮顏色不同。在這種特別的緣份下，二人成了好朋友。莎拉更幫助靜香隱藏身分，以免被其他海盜發現。靜香在莎拉的幫助下，到島上的食堂工作。在廚房裡，靜香發現法式土司在這家餐廳非常有人氣，莎拉透露這是她的母親教她做的，是餐廳的招牌菜。但當靜香問及莎拉母親現時的狀況時，莎拉則說她的母親菲歐娜已在5年前（實際是2254年）過世，靜香連聲道歉。莎拉接著說她的母親是一名偉大的科学家，儘管工作很忙，但是一回家，就會給她和哥哥做法式土司。靜香從中得知莎拉的哥哥（弗洛克）離開了海盜船，被問及原因，莎拉則說她的哥哥一直和父親合不來，總想著有一天一定要離開這裡。靜香從莎拉哥哥的意氣用事聯想到大雄在空地曾信誓旦旦許下「用鼻子吃卡邦尼意粉」的諾言，認為大雄逞這種威風實在是沒意義，並將此事告訴莎拉，二人同時哈哈大笑，令雙方友情更加深厚。
工作過後，莎拉帶靜香到河中滑浪。穿梭於大小河流之間，島上的壯觀景色一目了然，靜香驚嘆不已。晚上，莎拉帶靜香到一個儲物室，裡面盛載著無數的金銀珠寶，還聳立著母親的雕像。莎拉告訴靜香，她的父親在上層工作，她不知道現在父親所做的事是好是壞，但哥哥卻無法原諒父親。回想起四分五裂的家庭，莎拉突然感觸地道：「我只想要一家人和睦地相處」。這一切，靜香歷歷在目，彷彿若有所思。
另一方面，正在追逐海盜船的大雄一行人，正在駕駛著「大雄奧拉號」，不料遇上暴風雨，船底亦因撞上了岩礁而破洞，船開始下沉。在緊急之際，大雄一行人互相合作、同心協力，一邊避免船繼續下沉，一邊調整風帆向附近的島著陸。雖然後來經過暴風雨並著陸，但船卻損毀嚴重，無法繼續航行。在大家正在苦惱之際，弗洛克答應嘗試修理「大雄奧拉號」，而大雄一行人終放下心頭大石，於島中盡情遊玩。而離大雄一行人很遙遠的靜香，亦成功說服怕水的螢光方向水母去尋找大雄。翌日早上，經弗洛克的修理及改裝，「大雄奧拉號」的航行速度比以往更快，預計幾天後能追上海盜船。追上海盜船的前一晚，大雄問起弗洛克當初為何會在海上漂流，弗洛克透露原來那艘船本來並不是海盜船，而是一艘由弗洛克母親創造的、能帶給世人快樂的船。由於石油在地球上很快會被耗盡，弗洛克、莎拉的母親菲歐娜和父親，一直尋找能代替石油的新能源，他們發現地球核心有著龐大而用不盡的能源，於是希望製造一艘能抽取部分地核能源、讓世界的人都擁有幸福的船。不幸地，在5年前，虛弱的母親為了這艘船的研究花了很大心思和時間，最終在實驗室昏倒。母親過世後幾天，弗洛克的父親突然像變了另一個人，不分晝夜地躲在房間研究，最後更把母親造的幸福船改造成海盜船去搜掠寶物，弗洛克無法忍受父親的所作所為，於是離開海盜船。說到這裡，弗洛克回想起過往一家人的幸福時光，和母親過世後父親性情大變的樣子，不禁潸然淚下。大雄似乎意識到弗洛克的父親，就是那艘海盜船的船長西爾弗。此時，受靜香派遣的螢光指路水母終於到達大雄的船上，並指引他們海盜船的方向。
早上，在海底運行的海盜船於大西洋上浮出水面，船長西爾弗乘坐時光機由他所在的時代2250年前往2295年，看見世界破滅的未來，認為地球的未來已經無可救藥，早晚始終會破滅，為了下一代子孫著想，與其抽取部分能源於地球上苟延殘喘地活著，倒不如在21世纪的時代吸光所有能源，移到別的星球生活。於是，他宣布執行「諾亞方舟計劃」，準備開啟裝置吸取地核能源。就在此時，「大雄奧拉號」徑直往這座島的方向走去，靜香看到大雄一行人，便走到島的邊緣，向他們招手，莎拉緊隨其後。西爾弗發射魚雷攻擊「大雄奧拉號」，並看見弗洛克也在船上。西爾弗命令弗洛克回到島上，弗洛克卻激動地說「你已經不是我喜歡的父親」，說罷便把救生圈拋給莎拉。不料西爾弗開啟漩渦，把大雄一行人捲入海中，而靜香亦被兩名海盜看到並逮住，在掙脫之際差點掉進海裡，後來莎拉及時把靜香拉回島上，卻使自己掉進海裡。看見自己的同伴全都掉進海裡了，靜香含淚看著無人的大海，不停地呼喚他們的名字。西爾弗命令海盜把靜香帶到船長室。
被捲入海後，多啦A夢及時使用救命魷筏，把所有人都救了起來。大雄一行人乘坐飛魚快艇重新向金銀島出發，試圖救回靜香並勸服西爾弗取消「諾亞方舟計劃」。烏雲密布的天空，翻滾的巨浪，迎面而來的敵人，大雄一行人無懼險阻，成功克服種種困難，到達金銀島的入口。就在此時，金銀島已吸取足夠的能源，並升上天空。大雄一行人穿越雲層，成功進入島的裡裡面。一路上，「謎鶗」用不同問題的方式指引通往船長室的路，弗洛克和莎拉看著眼前的「謎鶗」，再次回想起過去的場景：母親過世後父親製造機械鸚鵡「謎鶗」，裡面有許多母親生前想到的謎語，而自此之後「謎鶗」成為弗洛克和莎拉與父親的溝通橋樑，亦成為對母親的一種寄託。而當被問到「父親和母親最喜歡的地方」時，弗洛克和莎拉突然流起淚來，二人均知道答案－就是母親菲歐娜的墳墓。大雄一行人在墳墓旁邊找到通往船長室的入口，途經盛載著無數的金銀珠寶的房間時，大家都眼前一亮，大雄亦知道自己當初要尋找寶物的願望達成了，但大雄與哆啦A夢心裡明白，他們現在追尋的並不是這些，於是，他們異口同聲說道：「真正的寶物，並不在這裡」。
大雄一行人到達船長室，大雄質問西爾弗這樣做有沒有考慮過弗洛克和莎拉的感受，但西爾弗只是冷冷地說小孩子不懂事，不作出犧牲就不會有回報。大雄則反問「難道大人就不會有錯？小孩子珍惜自己的東西難道又有錯嗎？」，但西爾弗仍無動於衷，按下啟動計劃的按钮。哆啦A夢為了阻止地球滅亡，衝向引擎嘗試阻止地球能源下墜，卻因能源的龐大而被吸入能源裡，並被電擊導致昏迷。大雄為了拯救哆啦A夢，使用「重力油漆」跳入裝置裡，嘗試將哆啦A夢從能源中拔出。靜香隨後也來到大雄身旁，兩人合力救出哆啦A夢，但三人卻意外掉出裝置，徑直從空中墜向地面。幸得迷你多啦駕駛的「大雄奧拉號」把三人接住，被電昏的多啦A夢亦在此時醒來。
大雄一行人決定再次進入船長室，多啦A夢靠著堅硬的石頭腦袋撞破外圍的圓頂，而此時的弗洛克亦成功解除裝置，地球能源隨即墜入海中。西爾弗船長感到自己的失敗，回想起妻子菲歐娜臨終前對自己說的話而倍感慚愧，覺得自己辜負妻子的期望。此時，船長室裂開一個洞口，一縷縷陽光映入各人的眼簾，彷彿寓意著希望和光明。弗洛克最終和父親和好，大雄一行人與弗洛克和莎拉道別，此時天空落下閃閃發光的金币，但大雄一行人經歷這次旅程中明白到金銀财富並不是最重要的。最後，在夕陽的映照下，金銀島緩緩地離開這個時代，而大雄一行人亦回到各自的家中，回復平常的生活。

## 配音員

### 預告片旁白
- 香港：黄昕瑜、張炳強

### 角色
| 角色       | 配音員     | 配音員   | 配音員               | 配音員                | 配音員               | 配音員   |
| 角色       | 日本       | 香港     | 臺灣                 | 臺灣                  | 臺灣                 | 中国大陆 |
| 角色       | 日本       | 香港     | 國語                 | 國語                  | 台語                 | 中国大陆 |
| 角色       | 日本       | 香港     | 蜜蜂版本             | 木棉花版本            | 台語                 | 中国大陆 |
| 原著角色   | 原著角色   | 原著角色 | 原著角色             | 原著角色              | 原著角色             | 原著角色 |
| ---------- | ---------- | -------- | -------------------- | --------------------- | -------------------- | -------- |
| 多啦A夢    | 水田山葵   | 黄昕瑜   | 陳美貞               | 陳美貞                | 李明幸               | 劉純燕   |
| 大雄       | 大原惠     | 陸惠玲   | 楊凱凱               | 楊凱凱                | 楊凱凱               | 騰騰     |
| 靜香       | 嘉數由美   | 梁少霞   | 許淑嬪               | 許淑嬪                | 林慕青               | 馬晓骥   |
| 胖虎       | 木村昴     | 陳卓智   | 于正昌               | 于正昌                | 林谷珍               | 鮑大志   |
| 小夫       | 關智一     | 黃鳳英   | 劉傑                 | 劉傑                  | 鍾少庭               | 王丽华   |
| 野比玉子   | 三石琴乃   | 陳安瑩   | 許淑嬪               | 許淑嬪                | 楊慧玉               | 牟珈论   |
| 野比大助   | 松本保典   | 張炳強   | 劉傑                 | 劉傑                  | 鍾少庭               | 趙鑫     |
| 出木杉英才 | 萩野志保子 | 楊婉潼   | 楊凱凱               | 許淑嬪                | 曾莉婷               | 武扬     |
| 迷你多啦   | 金元寿子   | 石梓晴   | 許淑嬪 穆宣名 汪世瑋 | 穆宣名 連婉鈞 詹雅菁  | 曾莉婷 林慕青 楊慧玉 |          |
| 電影角色   |            |          |                      |                       |                      |          |
| 弗洛克     | 山下大輝   | 王綺婷   | 穆宣名               | 孟慶府 許淑嬪（幼年） | 詹雅菁               | 高晗     |
| 莎拉       | 折笠富美子 | 楊婉潼   | 李昀晴               | 穆宣名                | 曾莉婷               | 楊鳴     |
| 謎鶗       | 悠木碧     | 黃紫嫻   | 連婉鈞               | 連婉鈞                | 楊慧玉               | 牟珈论   |
| 西爾弗     | 大泉洋     | 黄龍傑   | 陳彥鈞               | 陳幼文                | 黃天佑               | 郭金非   |
| 薇薇       | 早見沙織   | 馮詠恩   | 汪世瑋               | 連婉鈞                | 詹雅菁               | 纪艳芳   |
| 加加       | 大友龍三郎 | 何偉誠   | 陳幼文               | 陳彥鈞                | 林谷珍               | 孟今军   |
| 馬莉亞     | 龟井芳子   | 黃紫嫻   | 穆宣名               | 連婉鈞                | 楊慧玉               | 牟珈论   |
| 詩人       | 胜杏里     |          | 鈕凱暘               | 陳彥鈞                | 翁瑞陽               |          |
| 紋次郎     | 乃村健次   |          | 劉傑                 | 陳幼文                | 黃天佑               |          |
| 喬         | 鸟海胜美   |          | 于正昌               | 于正昌                | 黃天佑               | 杨波     |
| 何塞       | 陶山章央   |          | 劉傑                 | 陳幼文                | 鍾少庭               |          |
| 穆修       | 一条和矢   |          | 劉傑                 | 陳彥鈞                | 鍾少庭               |          |
| 托玛托     | 高桥茂雄   |          | 陳彥鈞               | 孟慶府                | 謝宗佑               |          |
| 菲歐娜     | 长泽雅美   | 石梓晴   | 汪世瑋               | 連婉鈞                | 李明幸               | 王晓巍   |
| 播音员     | 渡边宜嗣   |          | 陳幼文               | 陳彥鈞                | 翁瑞陽               | 杨波     |

其他參與了中國大陸配音的配音員們（配音的角色不詳）：郭金非、王晓巍、孟令军、纪艳芳、武杨、杨波、荣雨奇

## 角色介紹
弗洛克（日語配音：山下大輝）
在海盗船上工作，來自23世紀的少年，西爾弗船長的兒子，為了救出留在船上的妹妹和多啦A夢他們一起追擊海盗船。
莎拉（日語配音：折笠富美子）
在海盗船食堂工作，來自23世紀的少女，西爾弗船長的女兒和弗洛克的妹妹，和靜香長得很像。
謎鶗（日語配音：悠木碧）
出謎題的鸚鵡型機械人，是西爾弗船長送給弗洛克和莎拉的禮物。
西爾弗（日語配音：大泉洋）
弗洛克和莎拉的父親，来自23世紀的科學家和工程師，海盜船的船長，掌握著沉眠在金銀島上寶藏的關鍵。
薇薇（日語配音：早見沙織）
西爾弗的手下，一位女海盗，和卡卡是夫婦，其特徵是頭髮具有兩種顏色，是劍客。
卡卡（日語配音：大友龍三郎）
西爾弗的手下，一位男海盗，和薇薇是夫婦，一位戴着帽的中年男子，是個槍手。
馬莉亞（日語配音：龜井芳子）
和莎拉一起在食堂工作。
詩人（日語配音：勝杏里）
紋次郎（日語配音：乃村健次）
乔（日语配音：鸟海胜美）
何塞（日语配音：陶山章央）
木希（日语配音：一条和矢）
托马托（日语配音：高桥茂雄）
6名海盗。
菲歐娜（日语配音：长泽雅美）
西爾弗船長的妻子，弗洛克和莎拉的母親，23世紀的科學家和工程師。五年前（2245年）去世。
播音員（日语配音：渡边宜嗣）
日語配音：無
本作小說版中登場。
剛札（日語配音：不明）
本作小說版中登場。

## 音樂
- 本作片頭曲無人聲演唱，為純音樂演奏。

| 類別   | 歌曲               | 作詞                        | 作曲                                          | 编曲                        | 演唱                        |
| ------ | ------------------ | --------------------------- | --------------------------------------------- | --------------------------- | --------------------------- |
| 主题曲 | 多啦A夢（）        | 星野源（SPEEDSTAR RECORDS） | 星野源（SPEEDSTAR RECORDS）间奏作曲：菊池俊辅 | 星野源（SPEEDSTAR RECORDS） | 星野源（SPEEDSTAR RECORDS） |
| 插曲   | 給不在這裡的你（） | 星野源（SPEEDSTAR RECORDS） | 星野源（SPEEDSTAR RECORDS）                   | 星野源（SPEEDSTAR RECORDS） | 星野源（SPEEDSTAR RECORDS） |

## 工作人員

### 台灣
- 翻譯：左鈴鐺[13][14][15][16]

## 票房
| 第12名： 《航海王電影：Z》 | 全球累計最高日本動畫電影票房 第13名 | 第14名： 《銀河鐵道999》 |

### 日本
本片自上映以來打破了多項哆啦A夢2D系列電影的紀錄。3月3日，電影在日本上映後票房告捷，周六、周日2天就創下8.43億日圓的佳績，觀影人數71.7萬人。從電影票房報告所見，《大雄的金銀島》不但刷新前作《大雄的南極冰天雪地大冒險》首周的票房紀錄，也打破荷里活漫威電影《黑豹》，而且更比橫掃全球票房的《復仇者聯盟3：無限之戰》於當地上映首週時的6.7億日元高出近2億，氣勢銳不可當。
而主題曲及插曲更邀請當時紅遍日本的星野源包辦，當時歌曲《哆啦A夢》MV一曝光便已衝爆點擊率，星野源又唱又跳，無論歌曲還是舞蹈均十分「洗腦」，一時間熱播全日本，也令電影更加大收旺場。
除此之外，編劇更邀請了《你的名字》製作人川村元气擔任，使電影情節有笑有淚，精彩非凡。而本片更連續三週成為週末票房冠軍，可見本片在日本受歡迎的程度。
截至6月，本片票房近53億日元，觀影人數達446萬人，打破了1989年《大雄的日本誕生》保持了29年（1989年—2018年）的系列最高觀影人數紀錄，以及成為該系列電影中目前最高票房和唯一一部突破50億的2D電影。
| 上一届： 大娛樂家 | 2018年日本週末票房冠軍 第9-11周 | 下一届： 《宝贝老闆》 |

### 中國大陸
本片在中國大陸最終票房為2.09億人民幣，打破哆啦A夢2D電影在當地最高票房紀錄。
| 上一届： 《超時空同居》 | 2018年中国内地周末票房冠军 第22周（6月1日—6月3日） | 下一届： 《廁所英雄》 |

### 台灣
最終全台票房為新台幣1028萬元。台語版則上架於串流平台包括中華電信MOD、KKTV等。

### 香港
截至8月5日，即上映後四日內，香港總票房為港幣435萬，較於同日上映的《維尼與我》上映四日內港幣337萬票房更高。
截至8月22日，即上映後二十一日內，香港總票房已超過港幣950萬。而最後本電影票房超過港幣1000萬。

## 沿革
- 2017年6月14日 - 日本片商正式公布了此電影的標題；
- 同年7月7日 - 第一版预告片在YouTube上公开[20]；
- 同年11月30日 - 30秒特報在YouTube及電影官網上公开，片尾曲和插曲確認由星野源演唱[21]；
- 同年12月1日 - 90秒第二版预告片在电视动画后播出，同时在YouTube及电影官网公开。
- 2018年1月16日 - 90秒第三版预告片在YouTube及电影官网公开，同时确定主题曲标题为《哆啦A梦》。
- 同年3月30日 - 140秒第四版预告片在YouTube及电影官网公开，并以插曲《给不在这里的你》为预告配乐。
- 同年4月4日 - 哆啦A夢：大雄的金銀島打破哆啦A夢影史上最高票房，達44.4億，成功超越哆啦A夢：大雄的南極冰天雪地大冒險的44.3億票房，此紀錄僅在日本上映便達成，相當不簡單，劇組人員表示很有機會這部票房達50億。
- 同年4月8日 - 累计觀影人数428万1945人，超过大雄的日本诞生（1989年上映）的420万人，成为哆啦A梦2D剧场版动员人数第一名，也成为哆啦A梦史上最卖座电影[22]。
- 同年4月15日 - 累计票房突破50亿日圆。

## 外部連結
- （日語）日本官網 （页面存档备份，存于）
- 《电影哆啦A梦：大雄的金银岛》台湾特设网站 （页面存档备份，存于）（繁體中文）
- 互联网电影数据库（IMDb）上《大雄的金银岛》的资料（英文）
- 開眼電影網上《大雄的金银岛》的資料（繁體中文）
- Yahoo奇摩電影上《大雄的金银岛》的資料（繁體中文）
- 雅虎香港電影上《大雄的金银岛》的資料（繁體中文）
- 豆瓣电影上《大雄的金银岛》的資料 （简体中文）
- 时光网上《哆啦A梦：大雄的金银岛》的資料（简体中文）